# (1091) Spiraea
(1091) Spiraea est un astéroïde de la ceinture principale découvert le 26 février 1928 par l'astronome allemand Karl Wilhelm Reinmuth. Sa désignation provisoire était 1928 DT. Il tire son nom du genre spirée.